# Vanessa Taylor

Vanessa Taylor est une scénariste et une productrice de télévision américaine née le 24 septembre 1970 à Boulder (Colorado).

## Filmographie

### Cinéma
- 2012 : Tous les espoirs sont permis (Hope Springs) de David Frankel
- 2014 : Divergente de Neil Burger
- 2017 : La Forme de l'eau (The Shape of Water) de Guillermo del Toro

### Télévision

#### comme productrice
- 2001-2002 : Alias (22 épisodes)
- 2002-2004 : Everwood (6 épisodes)
- 2004-2005 : Jack et Bobby (22 épisodes)
- 2007 : Tell Me You Love Me (9 épisodes)
- 2009 : The Amazing Mrs. Novak (téléfilm)
- 2012-2013 : Game of Thrones (20 épisodes)

#### comme scénariste
- 1998 : Love Therapy (1 épisode)
- 2000 : Gideon's Crossing
- 2001 : Alias (2 épisodes)
- 2002-2004 : Everwood (8 épisodes)
- 2004-2005 : Jack et Bobby (22 épisodes)
- 2007 : Tell Me You Love Me (2 épisodes)
- 2009 : The Amazing Mrs. Novak (téléfilm)
- 2012-2013 : Game of Thrones (3 épisodes)
- 2020 : Une ode américaine (Hillbilly Elegy) de Ron Howard

## Nominations
- BAFTA 2018 : British Academy Film Award du meilleur scénario original pour La Forme de l'eau
- Golden Globes 2018 : Golden Globe du meilleur scénario pour La Forme de l'eau
- Emmy Awards 2012 et 2013 : Primetime Emmy Award de la meilleure série télévisée dramatique pour Game of Thrones